# ニューヨーク市の高層ビル一覧

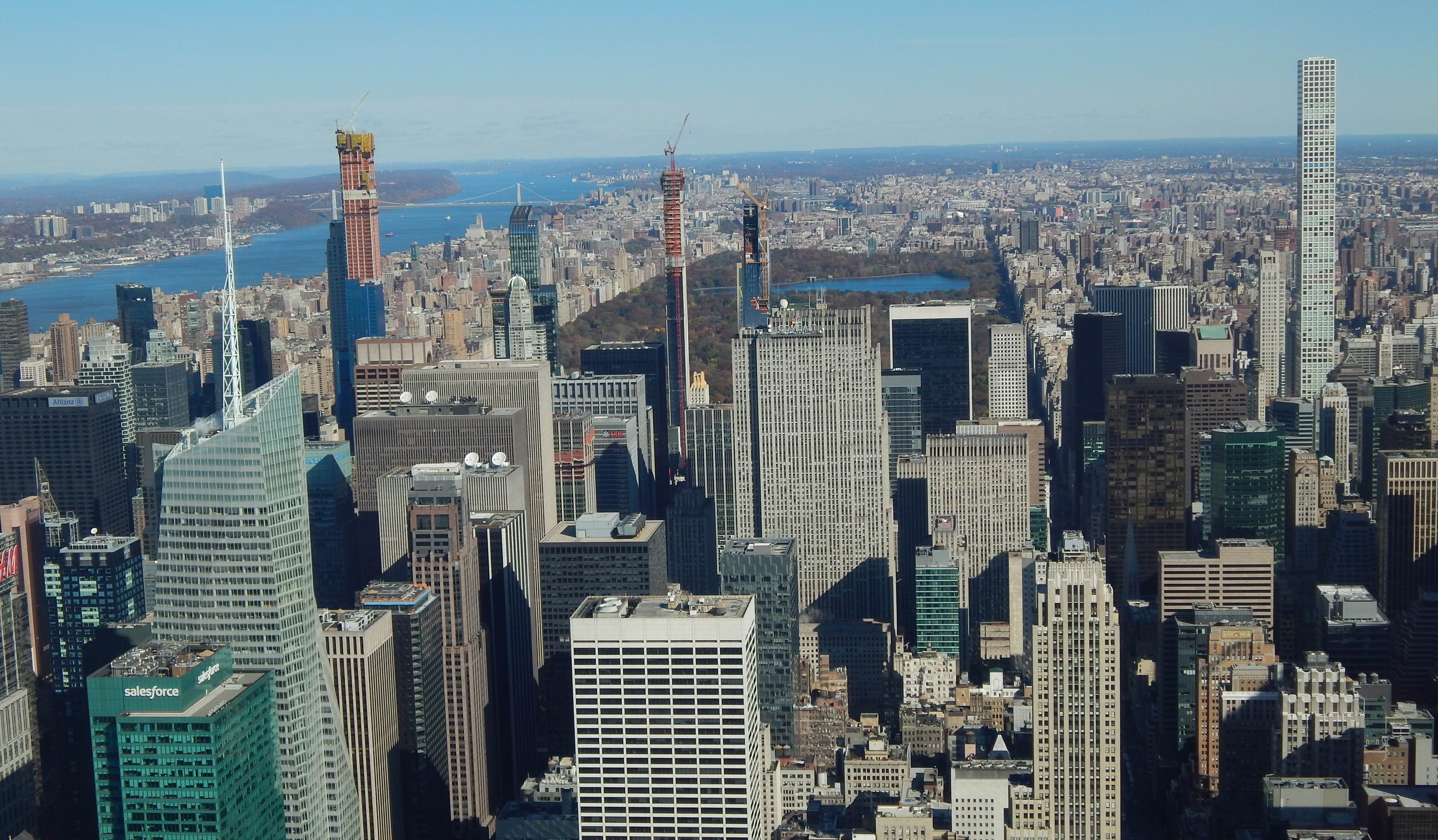
エンパイア・ステート・ビルから見た昼間の景色

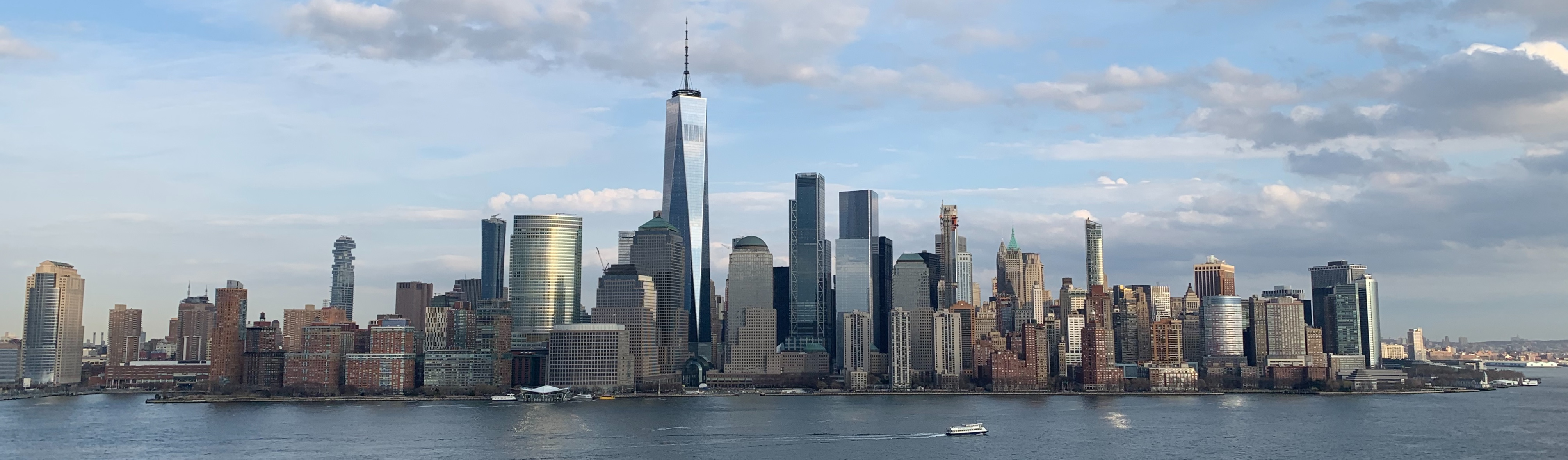
日没の景色

ニューヨーク市の高層ビル一覧（ニューヨークし の こうそうビルいちらん）は、ニューヨーク市にある高層ビルの一覧である。

## 概要
現在、ニューヨーク市の完成したビルとして一番高い建造物は1,776フィート（541メートル）の1 ワールド・トレード・センターである。1776という数字は、アメリカ独立宣言がなされた年と揃えられている。1972年からは、同じワールド・トレード・センター敷地内に建っていた110階建ての世界貿易センター・ノースタワーが世界一の高さを誇っていた。1,368フィート（417メートル）のノースタワーと1,362フィート（415メートル）のサウスタワー、これら2つのタワーは、当時、世界で1番目と2番目に高いタワーだった。しかし、1974年には、シカゴに118階建てのシアーズ・タワー（現在はウィリス・タワー）が完成し、世界一の座は奪われた。世界貿易センターは、2001年のアメリカ同時多発テロで崩壊し、再びエンパイア・ステート・ビルディングがニューヨーク市で一番高い建造物となった。2012年4月30日には、新しい世界貿易センターが、1,271フィート（387.4メートル）に達し、エンパイア・ステート・ビルディングを抜いた。
2番目に高いビルは、2015年に完成した432 パーク・アベニューで、高さは1,396フィート（426メートル）である。
3番目に高いビルは、ミッドタウンに位置し、1931年に完成したエンパイア・ステート・ビルディングである。このビルは、完成当時1,250フィート（381メートル）だったが、その後のアンテナの増築により、現在は1,454フィート（443.2メートル）の102階建てである。アメリカ国内では3番目に高く、世界では22番目である。
さらに、尖塔も含めて1,200フィート（366メートル）の高さのあるバンク・オブ・アメリカ・タワーや、1,046フィート（319メートル）のクライスラービルが続く。このビルは1930年から、1931年にエンパイア・ステート・ビルディングが完成するまで、世界一高いビルだった。2007年には、クライスラービルと同じ高さのニューヨーク・タイムズ・ビルディングが完成した。

## 歴史
ニューヨーク市の超高層ビルの歴史は、1890年に348フィート（106メートル）のニューヨークワールドビルの完成から始まる。このビルは、ニューヨーク市最初の高層建築ではなかったが、それまで高かったトリニティ教会の尖塔の高さ、284フィート（87メートル）を超えた最初の建造物だった。1899年まで、市で最も高かったこのビルは、ブルックリン橋の進入道路の拡張により、1955年に解体された。
この後、ニューヨーク市の高層ビルは、急激に発展する。1890年以来、市内に建つ11のビルが、世界記録を保持し続けた。1910年代初めから30年代初めまで、ニューヨークは高層ビルの建築ラッシュとなった。現在のニューヨークで最も高い82のビルのうち、16のビルはこの時代に建造されている—バンク・オブ・マンハッタン・トラスト・ビル、クライスラー・ビル、エンパイア・ステート・ビルディングなどは、完成時世界最高の建築物だった。
2番目の建築ラッシュは1960年頃始まった。このとき以来、ニューヨーク市には世界貿易センターのツインタワーを含む70の600フィート（183メートル）を超える建築物が建てられた。世界貿易センターのノースタワー「ワン・ワールド・トレード・センター」は、1972年から73年まで世界で最も高く、2001年までニューヨーク市で最も高かった。そのノースタワーを含む世界貿易センターの6つの建造物は、2001年のアメリカ同時多発テロで崩壊した。

## ビルの集中する地域
他のマンハッタンの近隣住区やブルックリン、クイーンズ、ブロンクスにもたくさんの高層ビルが建っているが、最も集中しているのはミッドタウンとロウアー・マンハッタンである。2011年1月時点で、市内には建築中のものを含む、高さ150メートルを超えるビルが216ある。これは、アメリカの他の都市と比べ多い数字である。2010年8月時点で、市内には5,912の完成した高層建築があった。

## 建設
2003年以来、ニューヨーク市には高さ600フィート（183メートル）以上の建築物が少なくとも12も誕生した。さらに、1,776フィート（541メートル）の1 ワールドトレードセンター（以前はフリーダム・タワーとして知られていた）が建築中である。これは、テロで崩壊した世界貿易センターの跡地に建設されるコンピレックスの1つで、他にも、975フィート（297メートル）の150グリニッジ・ストリート、743フィート（226メートル）の130リバティ・ストリート、2006年に完成した741フィート（226メートル）の7 ワールドトレードセンター を含んでいる。2008年6月時点で、ニューヨーク市では、338の高層ビルが建造予定である。

## 完成しているビルの高さ順リスト
ニューヨーク市には、97万5千戸以上の建物が存在する。ここでは、その中でも600フィート（183メートル）を超える高さの高層ビルを紹介する。高さには、尖塔などを含まない。順位の横の等号（=）は、2件以上の同じ高さのビルを示している。
| 順位 | 名称                                                        | 画像 | 高さ ft / m | 階数 | 完成年 | 備考 |
| ---- | ----------------------------------------------------------- | ---- | ----------- | ---- | ------ | --- |
| 1    | 1 ワールドトレードセンター                                  |      | 1,776/541   | 104  | 2013   | ニューヨーク市さらには西半球で最も高いビル。タワーの屋根の高さは1,368フィート（417メートル）、さらにその上に408フィート（124メートル）の尖塔が建つ。建設中の2011年7月には、ロウアー・マンハッタンで最も高いビルとなり、2012年4月30日には、ニューヨーク市で最も高くなった。          |
| 2    | セントラル・パーク・タワー                                  |      | 1,550/472   | 98   | 2020   | 2019年9月に最頂部到達。ウィリス・タワーを抜きアメリカで最も軒高が高いビル。 |
| 3    | 111 西57丁目                                                |      | 1,428/435   | 82   | 2019   | 2019年4月に最頂部到達。世界一細長いビル。 |
| 4    | ワン・ヴァンダービルト                                      |      | 1,401/427   | 67   | 2020   | 2019年9月に最頂部到達. 。 |
| 5    | 432 パーク・アベニュー                                      |      | 1,396/426   | 88   | 2015   | 2014年10月10日に最頂部到達。 |
| 6    | 30 ハドソン・ヤード                                         |      | 1,268/387   | 73   | 2019   | 2018年7月に最頂部到達。 |
| 7    | エンパイア・ステート・ビルディング                          |      | 1,250/381   | 102  | 1931   | 5番街 350に位置する。100のフロアがある建築物としては、世界で初めて建造された。世界恐慌の最中に14ヶ月で建設され、1931年の完成からワールド・トレード・センターが1972年に完成するまで、世界で最も高かった。また、WTCが2001年に崩壊した際にも、ニューヨーク市で最も高い建造物となった。 |
| 8    | バンク・オブ・アメリカ・タワー                              |      | 1,200/366   | 54   | 2008   | 6番街42丁目に位置する。LEEDを受賞した世界初の超高層ビルである 。 |
| 9    | 3 ワールド・トレード・センター                              |      | 1,073/327   | 80   | 2018   | 2016年6月、最頂部到達。 |
| 10   | 53W53                                                       |      | 1,050/320   | 77   | 2018   | 2018年8月に最頂部到達。MoMAエクスパンション・タワー、タワー・ヴェール、53 西53丁目としても知られる。 |
| 11=  | クライスラービル                                            |      | 1,046/319   | 77   | 1930   | レキシントン街 405に位置する。 1,000フィート（305メートル）を超える世界初の建造物として誕生し、1930年5月27日から1931年4月30日の間、世界で最も高いビルとして知られていた。現在も、レンガ造りの建築物としては世界で一番高い。                                                         |
| 11=  | ニューヨーク・タイムズ・ビルディング                        |      | 1,046/319   | 52   | 2007   | 8番街 620に位置する。 タイムズ・タワーとしても知られる。 |
| 13   | 35 ハドソン・ヤード                                         |      | 1,009/308   | 72   | 2018   | 2018年6月最頂部到達。 |
| 14   | ワン 57                                                     |      | 1,004/306   | 75   | 2014   | 2012年に最頂部到達。 |
| 15   | 1 マンハッタン・ウエスト                                    |      | 995 / 303   | 67   | 2019   | 2018年8月に最頂部到達。 |
| 16   | 4 ワールドトレードセンター                                  |      | 978 / 298   | 72   | 2012   | 150グリニッジ・ストリートとしても知られる。世界貿易センター跡地に位置する。2012年6月25日に最頂部到達。2013年11月13日に開業。 |
| 17=  | 220 セントラル・パーク・サウス                              |      | 953 / 290   | 69   | 2018   | 2017年6月に最頂部到達。 |
| 17=  | アメリカン・インターナショナル・ビルディング                |      | 952 / 290   | 66   | 1932   | パイン・ストリート 70に位置する。以前は、シティーズ・サービスビルとして知られていた。 |
| 19   | 30 パーク・プレイス                                         |      | 937 / 286   | 82   | 2016   | 2015年に最頂部到達。 |
| 20   | トランプ・ビルディング                                      |      | 927 / 283   | 70   | 1930   | ウォール街 40に位置する。1930年の2ヶ月未満ほどの間、世界一の高さだった。 以前は、バンク・オブ・マンハッタン・トラスト・ビルディングと呼ばれていた。 |
| 21   | シティグループ・センター                                    |      | 915 / 279   | 59   | 1977   | レキシントン街 601に位置する。以前はシティコープセンターとして知られていた。 |
| 22=  | 15 ハドソン・ヤード                                         |      | 912 / 278   | 70   | 2018   | 2018年2月に最頂部到達 |
| 22=  | 125 グリニッジ・ストリート                                  |      | 912 / 278   | 72   | 2020   | 2019年3月に最頂部到達 |
| 24   | 425 パーク・アベニュー                                      |      | 897 / 273   | 41   | 2020   | 2018年12月に最頂部到達 |
| 25   | 10 ハドソン・ヤード                                         |      | 895 / 273   | 52   | 2016   | 2015年10月に最頂部到達。 |
| 26   | 8 スプルース・ストリート (ベークマン)                       |      | 876 / 267   | 76   | 2011   | スプルース・ストリート 8に位置する。 2011年2月に完成したこのビルは、西半球やニューヨーク市で最も高い住居となった。 |
| 27   | トランプ・ワールド・タワー                                  |      | 861 / 262   | 72   | 2001   | ユナイテッド・ネーションズ・プラザ（1番街） 845に位置する。 |
| 28   | コムキャスト・ビルディング                                  |      | 850 / 259   | 70   | 1933   | ロックフェラー・プラザ 30に位置する。以前はRCAビルディングとして知られていた。30 ロックとも呼ばれる。 |
| 29   | ワン・マンハッタン・スクエア                                |      | 847 / 258   | 72   | 2019   | 2017年9月に最頂部到達 252 サウス・ストリートや227 チェリー・ストリートとも呼ばれる。 |
| 30   | 56 レオナード・ストリート                                   |      | 821 / 250   | 57   | 2016   | トライベッカで一番高いビル。 |
| 31   | シティスパイア・センター                                    |      | 814 / 248   | 73   | 1987   | 西56丁目 150-156に位置する。 |
| 32   | ワン・チェイス・マンハッタン・プラザ                        |      | 813 / 248   | 60   | 1961   | パイン、リバティー、ナッソー、ウィリアム・ストリートの間に位置する。 |
| 33   | 4 タイムズスクエア                                          |      | 809 / 247   | 48   | 1999   | ブロードウェイ 1472（タイムズスクエア内）に位置する。フォー・タイムズスクエアとしても知られていた。 |
| 34   | メットライフビル                                            |      | 808 / 246   | 59   | 1963   | パーク・アベニュー 200に位置する。パンナムビルとしても知られていた。 |
| 35   | ブルームバーグ・タワー                                      |      | 806 / 246   | 54   | 2005   | レキシントン街 731に位置する。 |
| 36   | 138 東50丁目                                                |      | 803 / 244   | 64   | 2019   | 2017年11月に最頂部到達。The Centraleとも呼ばれる。 |
| 37   | 130 ウィリアム・ストリート                                  |      | 803 / 244   | 66   | 2020   | 2019年5月に最頂部到達。 |
| 38   | 126 マディソン・アベニュー                                  |      | 803 / 244   | 62   | 2021   | 2019年6月に最頂部到達。別名、マディソン・ハウス。 |
| 39   | ウールワースビル                                            |      | 792 / 241   | 57   | 1913   | ブロードウェイ 233に位置する。 1913年から1930年間で世界一高いビル。 |
| 40   | 111 マーレー・ストリート                                    |      | 792 / 241   | 58   | 2018   | [ 82 ] |
| 41   | 50 ウエスト・ストリート                                     |      | 783 / 239   | 63   | 2016   | 2015年10月、最頂部到達。 |
| 42   | 520 パーク・アベニュー                                      |      | 780 / 238   | 51   | 2018   | 2017年、最頂部到達。 |
| 43   | 55 ハドソン・ヤード                                         |      | 778 / 238   | 51   | 2018   | 2017年4月、最頂部到達。 |
| 44   | スカイライン・タワー                                        |      | 778 / 238   | 67   | 2021   | 2019年10月、最頂部到達。完成するとクイーンズで一番高いビルとなる。 |
| 45   | ワン・ワールドワイド・プラザ                                |      | 778 / 237   | 50   | 1989   | 移転前のマディソン・スクエア・ガーデンの跡地である8番街 825号に位置する。 |
| 46   | 45 東22丁目                                                 |      | 777 / 237   | 65   | 2016   | 2016年5月、最頂部到達。 |
| 47   | 19 ダッチ・ストリート                                       |      | 758 / 231   | 63   | 2018   | 118 フルトン・ストリートとも呼ばれる。2016年5月、最頂部到達。 |
| 48   | カーネギー・ホール・タワー                                  |      | 757 / 231   | 60   | 1991   | 152 西57丁目 152に位置する。 |
| 49   | 383 マディソン・アベニュー                                  |      | 755 / 230   | 47   | 2001   | マディソン・アベニュー 383に位置する。以前はベアー・スターンズ本社として知られていた。 |
| 50   | 29-37 41st Avenue                                           |      | 751 / 229   | 67   | 2021   | 2020年6月、最頂部到達。 |
| 51   | 1717 ブロードウェイ                                         |      | 751 / 229   | 68   | 2014   | [ 98 ] [ 99 ] |
| 52   | AXAセンター                                                 |      | 752 / 229   | 54   | 1986   | 7番街 787に位置する。以前はエクイタブル・ビルやエクイタブル・センター・ウェストとして知られていた。 |
| 53=  | ワン・ペン・プラザ                                          |      | 750 / 229   | 57   | 1972   | ワン・ペン・プラザ（西34丁目 230）に位置する。 |
| 53=  | エクソン・ビル                                              |      | 750 / 229   | 54   | 1971   | アベニュー・オブ・ザ・アメリカズ 1251に位置する。 |
| 55=  | タイム・ワーナー・センター・サウスタワー                    |      | 750 / 229   | 55   | 2004   | コロンバス・サークル 10に位置する。 |
| 55=  | タイム・ワーナー・センター・ノースタワー                    |      | 750 / 229   | 55   | 2004   | コロンバス・サークル 10に位置する。 |
| 57   | 200 ウェスト・ストリート                                    |      | 749 / 228   | 44   | 2010   | ウェスト・ストリート 200に位置する。 ゴールドマン・サックス本社。 |
| 58   | 60 ウォール・ストリート                                     |      | 745 / 227   | 55   | 1989   | ウォール・ストリート 60に位置する。 ドイツ銀行本社としても知られていた。 |
| 59   | ワン・アスター・プラザ                                      |      | 745 / 227   | 54   | 1972   | ブロードウェイ 1515に位置する。 |
| 60   | ワン・リバティ・プラザ                                      |      | 743 / 226   | 54   | 1973   | ブロードウェイ 165に位置する。 以前は、USスチールとして知られていた。 |
| 61   | 20 エクスチェンジ・プレイス                                 |      | 741 / 226   | 57   | 1931   | エクスチェンジ・プレイス 20に位置する。 以前はシティ・バンク・フォーマーズ・トラスト・ビルとして知られていた。 |
| 62   | 7 ワールドトレードセンター                                  |      | 741 / 226   | 49   | 2006   | グリニッジ・ストリート 250に位置する。 |
| 63   | スリー・ワールドフィナンシャルセンター                      |      | 739 / 225   | 51   | 1986   | アメリカ・エクスプレス・タワーとしても知られていた。 |
| 64   | ARO                                                         |      | 738 / 225   | 62   | 2018   | 2017年、最頂部到達。242 西53丁目、Roseland Towerとも呼ばれる。 |
| 65   | ベルテルスマン・ビル                                        |      | 733 / 223   | 42   | 1990   | [ 122 ] [ 123 ] |
| 66   | 3 マンハッタン・ウエスト                                    |      | 730 / 222   | 62   | 2016   | 2016年4月、最頂部に到達。 |
| 67   | タイムズスクエア・タワー                                    |      | 726 / 221   | 47   | 2004   | [ 126 ] [ 127 ] |
| 68   | ブルックリン・ポイント                                      |      | 726 / 221   | 68   | 2020   | 2019年4月、最頂部に到達。ブルックリンで最も高いビル。 |
| 69   | メトロポリタン・タワー                                      |      | 716 / 218   | 68   | 1987   | [ 129 ] [ 130 ] |
| 61   | 250 東57丁目                                                |      | 715 / 218   | 65   | 2016   | |
| 62   | 610 レキシントン・アベニュー                                |      | 711 / 217   | 63   | 2017   | 別名は100 東53丁目 |
| 63   | 500 5番街                                                   |      | 709 / 216   | 60   | 1931   | [ 131 ] [ 132 ] |
| 64   | JPモルガン・チェース本社                                    |      | 707 / 215   | 52   | 1960   | [ 133 ] [ 134 ] |
| 65   | ジェネラル・モーターズ・ビル                                |      | 705 / 215   | 50   | 1968   | [ 135 ] [ 136 ] |
| 65   | 25 パーク・ロウ                                             |      | 705 / 215   | 54   | 2020   | 別名、23 パーク・ロウ。 |
| 66   | メトロポリタン生命保険会社タワー                            |      | 700 / 213   | 50   | 1909   | 1909年の完成当時、世界で最も高いビルであった。 |
| 67   | アメリカス・タワー                                          |      | 692 / 211   | 50   | 1992   | [ 140 ] [ 141 ] |
| 68   | ソロー・ビル                                                |      | 689 / 210   | 50   | 1974   | [ 142 ] [ 143 ] |
| 69   | HSBC銀行ビル                                                |      | 688 / 210   | 52   | 1967   | マリン・ミッドランドビルとしても知られていた。 |
| 70=  | 55 ウォーター・ストリート                                   |      | 687 / 209   | 53   | 1972   | [ 146 ] [ 147 ] |
| 70=  | 277 パーク・アベニュー                                      |      | 687 / 209   | 50   | 1962   | [ 148 ] [ 149 ] |
| 70=  | 5 ビークマン                                                |      | 687 / 209   | 47   | 2015   | 115 ナッソーとしても知られる。 |
| 73   | 1585 ブロードウェイ                                         |      | 685 / 209   | 42   | 1989   | モルガン・スタンレー本社として知られていた。 |
| 74   | ランダム・ハウス・タワー                                    |      | 684 / 208   | 52   | 2003   | [ 153 ] [ 154 ] |
| 75   | フォーシーズンズ・ホテル・ニューヨーク                      |      | 682 / 208   | 52   | 1993   | ニューヨーク市内のホテルで最も高い。 |
| 76   | マグロウヒル・ビル                                          |      | 674 / 205   | 51   | 1969   | 1221アベニュー・オブ・ザ・アメリカズとしても知られていた。 |
| 77=  | リンカーン・ビル                                            |      | 673 / 205   | 55   | 1930   | [ 159 ] [ 160 ] |
| 77=  | バークレー・タワー                                          |      | 673 / 205   | 56   | 2007   | [ 161 ] [ 162 ] |
| 77=  | 277 五番街                                                  |      | 673 / 205   | 52   | 2018   | 2018年3月、最頂部到達。 |
| 80   | パラマウント・プラザ                                        |      | 670 / 204   | 48   | 1971   | [ 164 ] [ 165 ] |
| 81   | 161 メイデン・レーン                                        |      | 670 / 204   | 60   | 2019   | ワン・シーポートとも呼ばれる。2018年8月、最頂部到達。 |
| 81   | 200 アムステルダム                                          |      | 670 / 204   | 55   | 2020   | アッパー・ウエスト・サイドで最も高いビル。 |
| 81   | 45 パーク・プレイス                                         |      | 670 / 204   | 43   | 2020   | 51 パーク・プレイス所在のイスラム・センターも入居する。 |
| 82   | 440 西42丁目                                                |      | 669 / 204   | 55   | 2011   | MiMaとしても知られていた。 |
| 83   | トランプ・タワー                                            |      | 664 / 202   | 58   | 1983   | [ 171 ] [ 172 ] |
| 84   | ワン・コート・スクエア                                      |      | 658 / 201   | 50   | 1990   | ニューヨーク市のマンハッタン区外で最も高い建造物。 ロングアイランドで最も高い建造物。 また、クイーンズ区で最も高い建造物。 以前は、シティグループビルとして知られていた。 |
| 85   | スカイ                                                      |      | 656 / 200   | 61   | 2015   | [ 175 ] |
| 86   | 1 ウォール・ストリート                                      |      | 654 / 199   | 50   | 1931   | [ 176 ] [ 177 ] |
| 87=  | 599 レキシントン街                                          |      | 653 / 199   | 50   | 1986   | [ 178 ] [ 179 ] |
| 87=  | シルバー・タワーズ                                          |      | 653 / 199   | 60   | 2009   | |
| 89   | 712 5番街                                                   |      | 650 / 198   | 52   | 1990   | [ 180 ] [ 181 ] |
| 90   | チャニン・ビル                                              |      | 649 / 198   | 56   | 1930   | [ 182 ] [ 183 ] |
| 91   | 245 パーク・アベニュー                                      |      | 648 / 198   | 44   | 1966   | [ 184 ] [ 185 ] |
| 92=  | ソニー・タワー                                              |      | 647 / 197   | 37   | 1984   | 以前は、AT&Tビルとして知られていた。 |
| 92=  | タワー 28                                                   |      | 647 / 197   | 58   | 2016   | クイーンズで2番目に高いビル。 |
| 94   | トゥー・ワールド・フィナンシャル・センター                  |      | 645 / 197   | 44   | 1987   | [ 190 ] [ 191 ] |
| 95=  | ワン・ニューヨーク・プラザ                                  |      | 640 / 195   | 50   | 1969   | [ 192 ] [ 193 ] |
| 95=  | ローズ・ヒル                                                |      | 640 / 195   | 45   | 2020   | [ 194 ] |
| 95=  | 570 レキシントン街                                          |      | 640 / 195   | 50   | 1931   | ゼネラル・エレクトリックビルとしても知られていた。 |
| 97   | 345 パーク・アベニュー                                      |      | 634 / 193   | 44   | 1969   | [ 197 ] [ 198 ] |
| 98   | 400 5番街                                                   |      | 631 / 192.3 | 57   | 2010   | W New York Downtown Hotel and Residences |
| 99=  | WRグレース・ビル                                            |      | 630 / 192   | 50   | 1971   | [ 201 ] [ 202 ] |
| 99=  | ホーム・インシュランス・プラザ                              |      | 630 / 192   | 45   | 1966   | [ 203 ] [ 204 ] |
| 99=  | 1095 アベニュー・オブ・ザ・アメリカズ                       |      | 630 / 192   | 40   | 1974   | ベライゾン本社としても知られていた。 |
| 99=  | W・ニューヨーク・ダウンタウン・ホテル・アンド・レジデンシス |      | 630 / 192   | 57   | 2010   | [ 207 ] |
| 103  | 101 パーク・アベニュー                                      |      | 629 / 192   | 49   | 1982   | [ 208 ] [ 209 ] |
| 104= | ワン・ダグ・ハマーショルド・プラザ                          |      | 628 / 191   | 49   | 1972   | [ 210 ] [ 211 ] |
| 104= | セントラルパーク・プレイス                                  |      | 628 / 191   | 56   | 1988   | [ 212 ] [ 213 ] |
| 104= | 888 7番街                                                   |      | 628 / 191   | 46   | 1971   | [ 214 ] [ 215 ] |
| 104= | ウォルドルフ＝アストリア                                    |      | 625 / 191   | 47   | 1931   | [ 216 ] [ 217 ] |
| 104= | バーリントン・ハウス                                        |      | 625 / 191   | 50   | 1969   | [ 218 ] [ 219 ] |
| 109  | トランプ・プレイス・コンドミニアムス                        |      | 623 / 190   | 54   | 1991   | [ 220 ] [ 221 ] |
| 110  | ワン・マディソン・パーク                                    |      | 621/189     | 60   | 2010   | |
| 111= | オリンピック・タワー                                        |      | 620 / 189   | 51   | 1976   | [ 222 ] [ 223 ] |
| 111= | 11 ホイット                                                 |      | 620 / 189   | 51   | 2020   | [ 224 ] |
| 111= | マーカンタイル・ビル                                        |      | 620 / 189   | 48   | 1929   | 10 東40丁目としても知られていた。 |
| 113  | 425 5番街                                                   |      | 618 / 188   | 55   | 2003   | [ 227 ] [ 228 ] |
| 114= | ザ・エピック                                                |      | 615 / 187   | 58   | 2007   | [ 229 ] [ 230 ] |
| 114= | 919 3番街                                                   |      | 615 / 187   | 47   | 1971   | [ 231 ] [ 232 ] |
| 114= | ニューヨーク・ライフ・ビル                                  |      | 615 / 187   | 40   | 1928   | [ 233 ] [ 234 ] |
| 114= | 750 7番街                                                   |      | 615 / 187   | 40   | 1989   | [ 235 ] [ 236 ] |
| 118  | エヴェンティ                                                |      | 614 / 187.1 | 54   | 2010   | [ 237 ] |
| 119  | タワー49                                                    |      | 614 / 187   | 45   | 1985   | [ 238 ] [ 239 ] |
| 120= | 555 10番街                                                  |      | 610 / 186   | 53   | 2016   | |
| 120= | ザ・ハブ                                                    |      | 610 / 186   | 52   | 2016   | |
| 122  | クレジット・リオン・ビル                                    |      | 609 / 186   | 45   | 1964   | [ 240 ] [ 241 ] |
| 123  | Baccarat Hotel and Residences                               |      | 606 / 185   | 48   | 2014   | |
| 124  | 250 西55丁目                                                |      | 605 / 184   | 39   | 2013   | |
| 125  | ザ・オリオン                                                |      | 604 / 184   | 58   | 2006   | [ 242 ] [ 243 ] |
| 126  | 590 マディソン・アベニュー                                  |      | 603 / 184   | 41   | 1983   | IBMビルとしても知られていた。 |
| 127= | マーシュ・アンド・マックレナン本社                          |      | 600 / 183   | 44   | 1974   | [ 246 ] |
| 127= | 11 タイムズスクエア                                         |      | 600/183     | 40   | 2010   | タイムズスクエア・プラザとしても知られていた。 |

## 尖塔の高いビルのリスト
次のリストは、ニューヨーク市のビルの尖塔を含む高さを並べたものである。ここでは、アンテナ・マストも含む。また、尖塔を含む高さと比較できるよう、尖塔の高さを除いている標準の基準によって測られたビルの高さも記載している。クライスラービルとニューヨーク・タイムズ・ビルディングは同じ高さである。

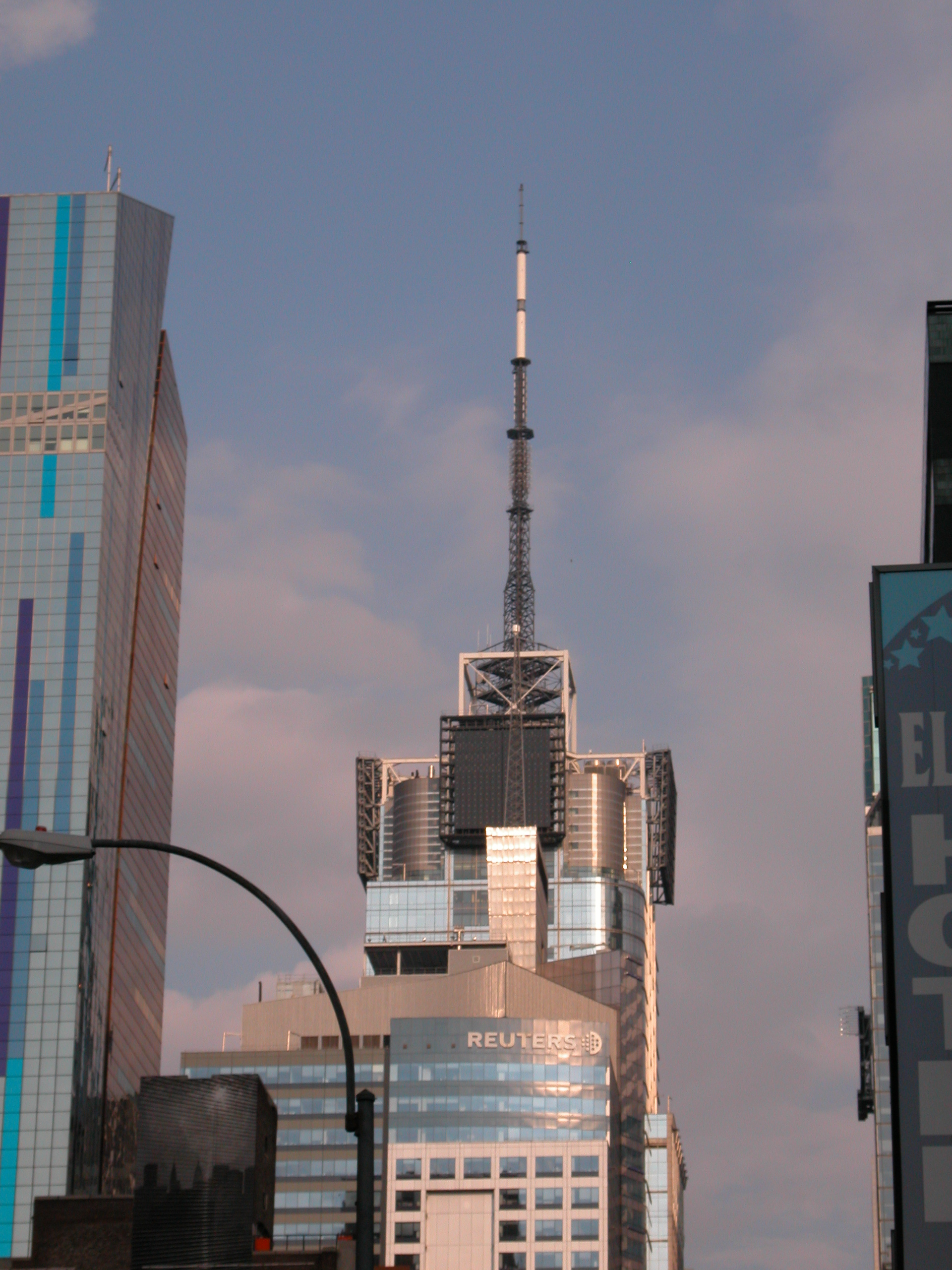
尖塔の高さがニューヨークで3番目に高い4 タイムズスクエア。

| 尖塔を 含む 順位 | 標準の 順位 | 名称                                 | 尖塔を 含む 高さ ft (m) | 標準の 高さ ft (m) | 階数 | 完成年 | 出典                    |
| ---------------- | ----------- | ------------------------------------ | ----------------------- | ------------------ | ---- | ------ | ----------------------- |
| 1                | 1           | 1 ワールドトレードセンター           | 1,792 (546)             | 1,776 (541)        | 104  | 2014   | [ 248 ] [ 249 ] [ 250 ] |
| 2                | 2           | エンパイア・ステート・ビルディング   | 1,454 (443)             | 1,250 (381)        | 102  | 1931   | [ 249 ] [ 250 ]         |
| 3                | 3           | 111 西57丁目                         | 1,428 (435)             | 1,428 (435)        | 89   | 2015   | ref                     |
| 4                | 4           | 432 パーク・アベニュー               | 1,396 (426)             | 1,396 (426)        | 89   | 2015   | [ 24 ] [ 25 ]           |
| 5                | 5           | 30 ハドソン・ヤード                  | 1,296 (392)             | 1,296 (392)        | 73   | 2018   | [ 251 ]                 |
| 6                | 6           | バンク・オブ・アメリカ・タワー       | 1,200 (366)             | 1,200 (366)        | 54   | 2009   | [ 3 ] [ 29 ]            |
| 7                | 19          | 4 タイムズスクエア                   | 1,118 (341)             | 809 (247)          | 48   | 1999   | [ 71 ] [ 72 ]           |
| 8                | 7           | 3 ワールド・トレード・センター       | 1079 (329)              | 1079 (329)         | 80   | 2018   | [ 48 ] [ 49 ]           |
| 9                | 8           | 53W53                                | 1,050 (320)             | 1,050 (320)        | 77   | 2018   | ref                     |
| 10=              | 9=          | クライスラービル                     | 1,046 (319)             | 1,046 (319)        | 77   | 1931   | [ 4 ] [ 34 ]            |
| 10=              | 9=          | ニューヨーク・タイムズ・ビルディング | 1,046 (319)             | 1,046 (319)        | 52   | 2007   | [ 35 ] [ 36 ]           |

## 行政区別高いビルのリスト
ここでは、標準の高さの基準に基づく、各行政区別で最も高い建造物をリストアップしている。
| 行政区名             | 名称                                      | 高さ ft (m) | 階数 | 完成年 | 出典    |
| -------------------- | ----------------------------------------- | ----------- | ---- | ------ | ------- |
| ブロンクス区         | ハーレム・リバー・パーク・タワーズ I & II | 404 (123)   | 44   | 1975   |         |
| ブルックリン区       | ザ・ハブ                                  | 610 (185)   | 52   | 2016   | [ 252 ] |
| マンハッタン区       | 1 ワールドトレードセンター                | 1,776 (541) | 104  | 2014   | [ 2 ]   |
| クイーンズ区         | ワン・コート・スクエア                    | 658 (201)   | 50   | 1990   | [ 173 ] |
| スタテンアイランド区 | キャッスルトン・パーク・タワーズ          | －          | 20   | 1976   | [ 253 ] |

## 建設、承認、提案されている高いビルのリスト

### 建設中
下記は、ニューヨーク市内の、現在建設中で、高さが少なくとも600フィート（183メートル）を超える予定のあるビルのリストである。保留、またはトッピング・アウトが行われたものも含んでいる。
| 名称                             | 画像 | 高さ ft / m | 階数 | 完成年 | 備考    |
| -------------------------------- | ---- | ----------- | ---- | ------ | ------- |
| 2 ワールド・トレード・センター   | —    | 1,350 / 411 | 88   | 2022   |         |
| 45 ブロード・ストリート          | —    | 1,200 / 366 | 66   | 2021   | [ 254 ] |
| 9 ディカルブアベニュー           | —    | 1,099 / 335 | 73   | 2022   |         |
| 50 ハドソン・ヤード              | —    | 1,068 / 326 | 62   | 2022   | [ 255 ] |
| 3 ハドソン・ブールヴァード       | —    | 1,050 / 320 | 66   | 2020   |         |
| ザ・スパイラル                   | —    | 1,031 / 314 | 65   | 2021   | [ 256 ] |
| マンハッタン・ウェスト・タワーII | —    | 849 / 259   | 59   | 2022   | [ 257 ] |

### 承認
下記は、ニューヨーク市に建設を承認されているが、まだ建設工事が始まっておらず、高さが少なくとも600フィート（183メートル）を超える予定のあるビルのリストである。建設が中止、または保留となったビルも含んでいる。
| 名称                           | 高さ ft / m | 階数 | 完成年 | 備考    |
| ------------------------------ | ----------- | ---- | ------ | ------- |
| 80 サウス・ストリート          | 1,436 / 438 | 113  |        | [ 258 ] |
| 20 タイムズスクエア            | 855 / 260.6 | 42   |        | [ 259 ] |
| 5 ワールド・トレード・センター | 743 / 226   | 42   | 2014   | [ 260 ] |

### 提案
下記は、ニューヨーク市内の、提案されたが承認されていない、高さが少なくとも600フィート（183メートル）を超える予定のあるビルのリストである。
| 名称                                    | 高さ ft / m | 階数 † | 完成年 † | 備考                                           |
| --------------------------------------- | ----------- | ------ | -------- | ---------------------------------------------- |
| SNCIタワー                              | 950 / 289.6 | 57     |          | [ 261 ]                                        |
| ニューヨーク・スカイガーデン・タワー    | 937 / 285   | 74     |          | メトロポリタン生命保険会社タワーに建設される。 |
| 708 5番街タワーI                        | 864 / 263   | 57     | 2008     | [ 263 ]                                        |
| 685 1番街 [A]                           | 836 / 255   | 67     | 2008     | 高さ、階数がまだ確認されていない。[A]          |
| 700 1番街タワー III                     | 689 / 210   | 66     |          | [ 266 ]                                        |
| 708 1番街                               | 666 / 203   | 45     |          | [ 267 ]                                        |
| 700 1番街タワー2                        | 631 / 192   | 60     |          | [ 268 ]                                        |
| アトランティック・ヤーズ・ビルディング1 | 620 / 189   |        |          | [ 269 ]                                        |
| 700 1番街タワー1                        | 600 / 183   | 57     |          | [ 270 ]                                        |

† このマークの欄の空白の部分は、階数及び完成年のどちらか、または両方が公表されていないことを示す。

## 倒壊・解体された高いビルのリスト
下記は、倒壊、または解体され、500フィート（152メートル）を超えるビルのリストである。
| 名称                                  | 画像 | 高さ ft / m | 階数 | 完成年 | 倒壊年 | 備考                                                                               |
| ------------------------------------- | ---- | ----------- | ---- | ------ | ------ | ---------------------------------------------------------------------------------- |
| 1 ワールド・トレード・センター (初代) |      | 1,368 / 417 | 110  | 1972   | 2001   | アメリカ同時多発テロにより倒壊した。1972年から74年まで、世界で最も高いビルだった。 |
| 2 ワールド・トレード・センター (初代) |      | 1,362 / 415 | 110  | 1973   | 2001   | アメリカ同時多発テロにより倒壊した。                                               |
| シンガービル                          |      | 612 / 187   | 47   | 1908   | 1968   | ワン・リバティー・プラザを建設するため解体。                                       |
| 7 ワールド・トレード・センター (初代) |      | 624 / 190   | 47   | 1987   | 2001   | アメリカ同時多発テロにより倒壊した。                                               |
| ドイツ銀行ビル                        |      | 565 / 172   | 40   | 1974   | 2011   | アメリカ同時多発テロにより破損し全壊認定された。2011年に解体が完了した。           |

## 歴代の高いビルのリスト
下記は、過去でニューヨーク市で最も高かったビルのリストである。このリストの建物は、トリニティ教会を例外として、完成当時、世界で最も高かった。
| 名称                                          | 画像 | 住所                           | 最も高かった年 | 高さ ft / m | 階数  | 備考                                                                               |
| --------------------------------------------- | ---- | ------------------------------ | -------------- | ----------- | ----- | ---------------------------------------------------------------------------------- |
| 協同改革派プロテスタント・オランダ教会        |      |                                | 1643–1846      |             | 1     | 破壊                                                                               |
| トリニティ教会                                |      | 79 ブロードウェイ              | 1846–1853      | 279 / 85    | 1     | [ 278 ]                                                                            |
| ラティング展望塔                              |      | 42丁目 5番街                   | 1853–1890      | 315 / 96    | 3     | �                                                                                  |
| ワールド・ビル[B] (1890–1955)                 |      | フランクフォート・ストリート   | 1890–1894      | 348 / 106   | 20[C] | 新聞社ニューヨーク・ワールドのために建設された。1894年から1899年まで最も高かった。 |
| マンハッタン生命保険ビル (1894–1930)[B]       |      | 64–70 ブロードウェイ           | 1894–1899      | 348 / 106   | 18    | 1894年から1899年まで最も高かった。                                                 |
| パークロウビル                                |      | 13–21 パークロウ               | 1899–1908      | 391 / 119   | 30    | [ 281 ]                                                                            |
| シンガービル (1908–1968)                      |      | 149 ブロードウェイ             | 1908–1909      | 612 / 187   | 47    | [ 282 ]                                                                            |
| メトロポリタン生命保険会社タワー              |      | 1 マディソン・アベニュー       | 1909–1913      | 700 / 213   | 50    | [ 139 ]                                                                            |
| ウールワースビル                              |      | 233 ブロードウェイ             | 1913–1930      | 792 / 241   | 57    | [ 81 ]                                                                             |
| バンク・オブ・マンハッタン・トラスト・ビル[D] |      | 40 ウォール・ストリート        | 1930           | 927 / 283   | 70    | [ 53 ]                                                                             |
| クライスラービル                              |      | 405 レキシントン街             | 1930–1931      | 1,046 / 319 | 77    | [ 34 ]                                                                             |
| エンパイア・ステート・ビルディング            |      | 350 5番街                      | 1931–1972      | 1,250 / 381 | 102   | [ 248 ]                                                                            |
| 1 ワールド・トレード・センター                |      | 1 ワールド・トレード・センター | 1972–2001      | 1,368 / 417 | 110   | アメリカ同時多発テロにより倒壊した。                                               |
| エンパイア・ステート・ビルディング            |      | 350 5番街                      | 2001–2012      | 1,250 / 381 | 102   | [ 248 ]                                                                            |
| 1 ワールドトレードセンター                    |      | 1 ワールドトレードセンター     | 2013–現在      | 1,776 / 541 | 104   | [ 283 ]                                                                            |